# От любви до любви
«От любви до любви» — восьмой студийный альбом певицы Жасмин, выпущенный 31 октября 2013 года. В него вошло 15 композиций певицы и 3 музыкальных клипа: «Здравствуй, новая любовь», «Руки в рукава», «Дважды». Альбом состоит из синглов, выпущенных за четыре года (2009—2013) и совсем новых песен. Примечателен тем, что синглы, вошедшие в пластинку достигали высших строчек в хит-парадах.
Презентация альбома прошла в ресторане The Сад 31 октября 2013 года.

## История создания
Альбом записывался в течение четырёх лет. Первый сингл «Не жалею» — был представлен весной 2010 года. Песня записана в стиле евро-поп, с элементами R&B.
Альбом состоит из песен разнообразных стилей: поп («От любви до любви», «Руки в рукава», «Здравствуй, новая любовь», «Лабу-Дабу», «Шаг по лезвию любви», «Чёрное на белом», «Тук-Тук», «Россия-Матушка»), поп-рок («Дважды», «Хочу тебе поверить»), евро-поп («Не жалею», «Танцы на подоконнике»), восточная лирика («Восточная любовь»), remix («Не жалею», «Здравствуй, новая любовь»).
Заглавная песня «От любви до любви» в целом отражает тематику всего альбома, что любовь — это многогранное чувство, ради которого стоит пройти любую дорогу, где последнее и стало основной концепцией пластинки. Песню для неё написал певец и композитор Денис Майданов.
Песня «Восточная любовь» является дуэтом с певцом Давидом.
Песня «Лабу-Дабу» была записана в стиле евро-поп, с элементами французского шансона.
Жасмин об альбоме: «Порой судьба делает резкий поворот… Как всегда неожиданно. Кажется, вся дорога жизни летит под откос. И тебе остаётся лишь мечтать и уповать на лучшие дни. Дни, когда в безжалостно выжженном, словно пустыня, сердце зародится новое чувство. Этот хрупкий цветок будет распускаться от каждой капли любви, внимания и ласки. Поверьте, я знаю, о чём говорю. В моей жизни появился ТОТ, кто помог вырастить в сердце этот бесценный дар. Сейчас я могу громко, во всеуслышание сказать: „Я — счастлива!“.»
Также было выпущено подарочное издание альбома, лицензионный вариант которого содержит буклет с фотографиями певицы и текстами песен.

## Реакция критики
Алексей Мажаев из агентства InterMedia не оценил альбом достаточно высоко, посчитав, что режиссёры альбомных видеоклипов зря вложили в них денежные средства, так как особого восторга они не вызывают, и что песни, которые ротировались на радио и ТВ, не стали особо известны, а после прекращения ротации их и вовсе забыли. Из положительно качеств альбома рецензент отметил «нежный» вокал певицы, и то, что «её исполнение отличается редкой бесстрастностью, которой легко заражается и слушатель».
На сайте NewsMuzic.Ru посчитали, что по звучанию альбом получился весьма однообразным, и что он «гораздо слабее лучших релизов певицы». Отдельно были выделены несколько песен, такие как «От любви до любви», «Лабу-Дабу», «Дважды», песня «Хочу к тебе», которая был охарактеризована как «новая грань творчества певицы», трек «Руки в рукава», в котором Жасмин раскрыла «лиричную сторону своего внутреннего мира». Песню «Восточная любовь» на сайте была охарактеризована как «давно заезженный приём, связанный с вкраплением элементов восточной музыки», а трек «Танцы на подоконнике» как «банальный скучный евро-поп с вымученными рефренами».

## Альбом

### Список композиций
| №  | Название трека             | Музыка и слова                              |
| -- | -------------------------- | ------------------------------------------- |
| 1  | «От любви до любви»        | музыка и слова: Майданов Д.                 |
| 2  | «Здравствуй, новая любовь» | музыка: Брейтбург К.; слова: Куделинская А. |
| 3  | «Руки в рукава»            | музыка и слова: Ревтов С.                   |
| 4  | «Дважды»                   | музыка: Кулемина С., слова: К. Губин.       |
| 5  | «Лабу-Дабу»                | музыка и слова: Ахунов С.                   |
| 6  | «Восточная любовь»         | музыка и слова: Ахунов С.                   |
| 7  | «Шаг по лезвию любви»      | музыка: Хорошавин О., слова: Каминская И.   |
| 8  | «Хочу тебе поверить»       | музыка и слова: Золотов М.                  |
| 9  | «Чёрное на белом»          | музыка: Лунев А., слова: Лара Д’Элиа        |
| 10 | «Танцы на подоконнике»     | музыка и слова: Максимова А.                |
| 11 | «Тук-Тук»                  | музыка и слова: Спанов К.                   |
| 12 | «Россия-Матушка»           | музыка: Зубков А.; слова: Каминская И.      |
| 13 | «Не жалею»                 | музыка: Дубинский Д.; слова: Лара Д’Элиа    |

### Клипы
| Название клипа             | Год выпуска | Режиссёр        | Комментарий |
| -------------------------- | ----------- | --------------- | --- |
| «Не жалею»                 | 2010        | П. Худяков      | |
| «Здравствуй, новая любовь» | 2011        | Ирина Миронова  | В клипе Жасмин сменила множество образов и участвовала как арт-объект |
| «Лабу-Дабу»                | 2011        | А. Ненашев      | |
| «Руки в рукава»            | 2012        | Егор Воронин    | Клип был снят в стиле fashion-video и наполнен образами и нарядами из последних коллекций дизайнеров домов моды Saint Laurent, Dolce&Gabbana и Lanvin. Съемки проходили в интерьере ресторана «Cristal Room Baccarat» и в старинном особняке XVIII века, известном под именем Дома Сумарокова, в котором располагается Дом Моды Валентина Юдашкина. |
| «Дважды»                   | 2013        | Сергей Ткаченко | Певица предстала в образе панк-рок дивы. Съемки проходили в одном из павильонов в Киеве. |

## Награды и номинации
| Год  | Награда                | Номинированная работа | Категория    | Результат |
| ---- | ---------------------- | --------------------- | ------------ | --------- |
| 2010 | Песня года             | «Не жалею»            | Лучшая песня | Победа    |
| 2011 | 20 лучших песен        | «Лабу-Дабу»           | Лучшая песня | Победа    |
| 2011 | Песня года             | «Лабу-Дабу»           | Лучшая песня | Победа    |
| 2012 | Золотой Граммофон      | «От любви до любви»   | Лучшая песня | Победа    |
| 2012 | Песня года             | «От любви до любви»   | Лучшая песня | Победа    |
| 2013 | Золотой Граммофон      | «Руки в рукава»       | Лучшая песня | Победа    |
| 2013 | Первая реальная премия | «Руки в рукава»       | 100 % GOLD   | Номинация |
| 2013 | Песня года             | «Дважды»              | Лучшая песня | Победа    |

## Участники записи
- Жасмин — вокал, аранжировка (дорожка 15)
- Д. Майданов — музыка (дорожка 1), текст (дорожка 1)
- С. Разанов — аранжировка (дорожки 1, 12)
- К. Брейтбург — музыка (дорожки 2, 15)
- А. Куделинская — текст (дорожка 2, 15)
- О. Оленев — аранжировка (дорожка 2)
- А. Дядичев — сведение (дорожка 2)
- С. Ревтов — текст (дорожка 3), текст (дорожка 3)
- А. Харченко — аранжировка (дорожка 3)
- С. Кулемина — музыка (дорожка 4)
- К. Губин — текст (дорожка 4)
- А. Афанасов — аранжировка (дорожка 4)
- С. Ахунов — музыка (дорожки 5,6), текст (дорожки 5,6)
- Д. Степин — аранжировка (дорожка 5)
- И. Быстров — аранжировка (дорожка 6)
- М. Золотов — музыка (дорожка 8), текст (дорожка 8), аранжировка (дорожки 6, 8)
- О. Хорошавин — музыка (дорожка 7)
- И. Каминская — текст (дорожки 7, 12)
- Д. Мосс — аранжировка (дорожка 7)
- А. Рэм (Rembo) — аранжировка (дорожка 7)
- А. Лунев — музыка (дорожка 9)
- Л. Д’Элиа — текст (дорожка 9, 13, 14)
- А. Максимова — музыка (дорожка 10), текст (дорожка 10)
- К. Спанов — музыка (дорожка 11), текст (дорожка 11)
- С. Галоян — аранжировка (дорожка 11)
- А. Зубков — музыка (дорожка 12)
- Д. Дубинский — музыка (дорожки 13, 14), аранжировка (дорожки 13, 14)
- Ivan Martin & Tom Chaos — аранжировка (дорожка 15)
- И. Лобанов — фотограф
- А. Шевчук — макияж, прическа
- М. Голубева — стилист
- В. Игонин — дизайнер

## История релиза
| Регион | Дата            | Формат               | Лейбл          |
| ------ | --------------- | -------------------- | -------------- |
| Россия | 28 октября 2013 | Цифровая дистрибуция | Студия Монолит |
| Россия | 10 ноября 2013  | CD                   | Студия Монолит |